# Angath
Angath je obec v Rakousku ve spolkové zemi Tyrolsko v okrese Kufstein. Žije zde přibližně 1 000 obyvatel.

## Osobnosti
- Eva Maria Dollinger (* 1978), triatlonistka, žije v Angathu.
- Katharina Horngacher (* 1941), politička, ředitelka místního ženského hnutí v Angathu.
- Sebastian Posch (* 1936), klasický filolog, narozený v Angathu.
- Hedwig Wechner (* 1955), politik, člen obecní rady v Angathu.